# Lamine Fanne
Lamine Fanne, né le 30 janvier 2004 à Kandiounkou au Sénégal, est un footballeur espagnol qui évolue au poste de milieu défensif à Luton Town.

## Biographie

### En club
Né à Kandiounkou en Sénégal, Lamine Fanne arrive en Espagne à l'âge d'un an. Il est formé par le CE Constància avant de rejoindre la Suède le 30 mars 2023 en signant en faveur de l'AIK Solna. 
Il fait ses débuts en professionnel avec l'AIK, le 18 février 2024, à l'occasion d'un match de coupe de Suède face à l'Örebro SK où il entre en jeu à la place d'Anton Salétros. Son équipe l'emporte par trois buts à un ce jour-là.
En janvier 2025, Lamine Fanne rejoint Luton Town. Le transfert est annoncé dès le 30 août 2024 et il signe un contrat courant jusqu'en juin 2029,.
Il joue son premier match pour Luton Town le 6 janvier 2025, lors d'une rencontre de championnat face à Queens Park Rangers. Il est titularisé et son équipe est battue par deux buts à un.